# Leptopelis fiziensis
Leptopelis fiziensis és una espècie de granota de la família dels hiperòlids que viu a la República Democràtica del Congo, Tanzània i, possiblement també, a Burundi.